# Bystrzanowice (gromada)
Bystrzanowice – dawna gromada, czyli najmniejsza jednostka podziału terytorialnego Polskiej Rzeczypospolitej Ludowej w latach 1954–1972.
Gromady, z gromadzkimi radami narodowymi (GRN) jako organami władzy najniższego stopnia na wsi, funkcjonowały od reformy reorganizującej administrację wiejską przeprowadzonej jesienią 1954 do momentu ich zniesienia z dniem 1 stycznia 1973, tym samym wypierając organizację gminną w latach 1954–1972.
Gromadę Bystrzanowice z siedzibą GRN w Bystrzanowicach utworzono – jako jedną z 8759 gromad na obszarze Polski – w powiecie częstochowskim w woj. stalinogrodzkim, na mocy uchwały nr 17/54 WRN w Stalinogrodzie z dnia 5 października 1954. W skład jednostki weszły obszary dotychczasowych gromad Bystrzanowice i Góry Gorzkowskie ze zniesionej gminy Janów w powiecie częstochowskim w woj. stalinogrodzkim, a także obszary dotychczasowych gromad Ligoczanka, Sokole Pole i Teodorów ze zniesionej gminy Lelów w powiecie włoszczowskim w woj. kieleckim; ponadto uroczysko Zarębice I i II (obejmujące oddziały nr nr 1–6) oraz uroczyska Zarębice III, Sieraków, Ostrów i Kaliszak (obejmujące oddziały nr nr 1–8, 11–30 i 49–66) z Nadleśnictwa Julianka, a także uroczyska Teodorów, Podłazisko, Łazisko i Kępa (obejmujące oddziały nr nr 67–109) z Nadleśnictwa Złoty Potok. Dla gromady ustalono 13 członków gromadzkiej rady narodowej.
20 grudnia 1956 województwo stalinogrodzkie przemianowano (z powrotem) na katowickie.
31 grudnia 1961 gromadę zniesiono, a jej obszar włączono do gromady Janów w tymże powiecie.